# Kfar Ma'as
Kfar Ma'as (hebreo : כְּפַר מַעַשׂ) es un Moshav ubicado en el Concejo Regional Drom HaSharon, en el Distrito Central de Israel, el pueblo está situado cerca de la ciudad israelí de Petaj Tikva. En el año 2012 el municipio tenía una población de 730 habitantes.

## Historia
El asentamiento fue fundado por la unión de las comunidades BeHadraga y HaYovel en 1934. El moshav tiene, una piscina, una biblioteca, una sinagoga asquenazí y una sinagoga sefardí.

## Residentes famosos
En Kfar Maas vivió: Dvora Omer, escritora y maestra.

## galería

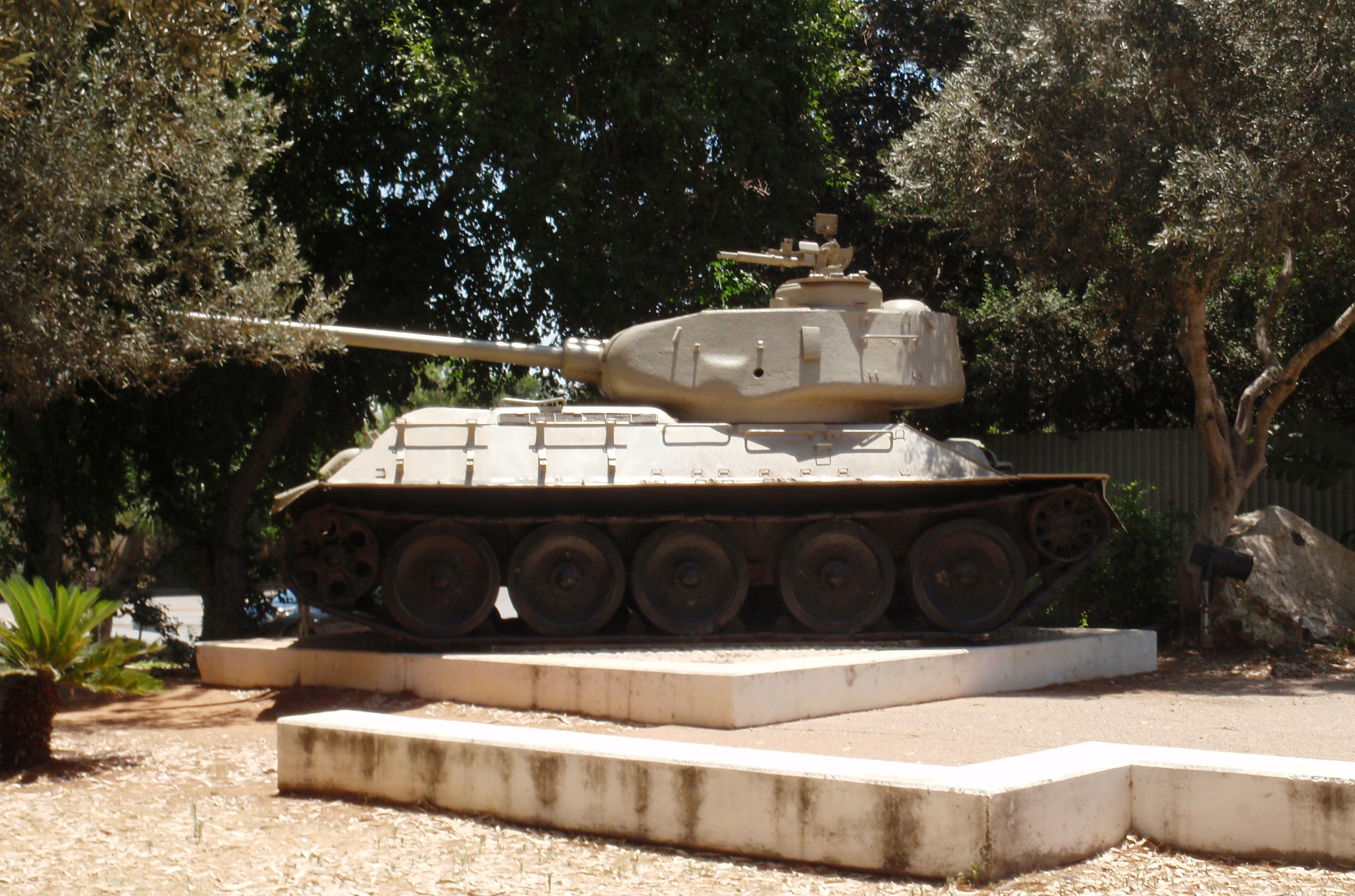
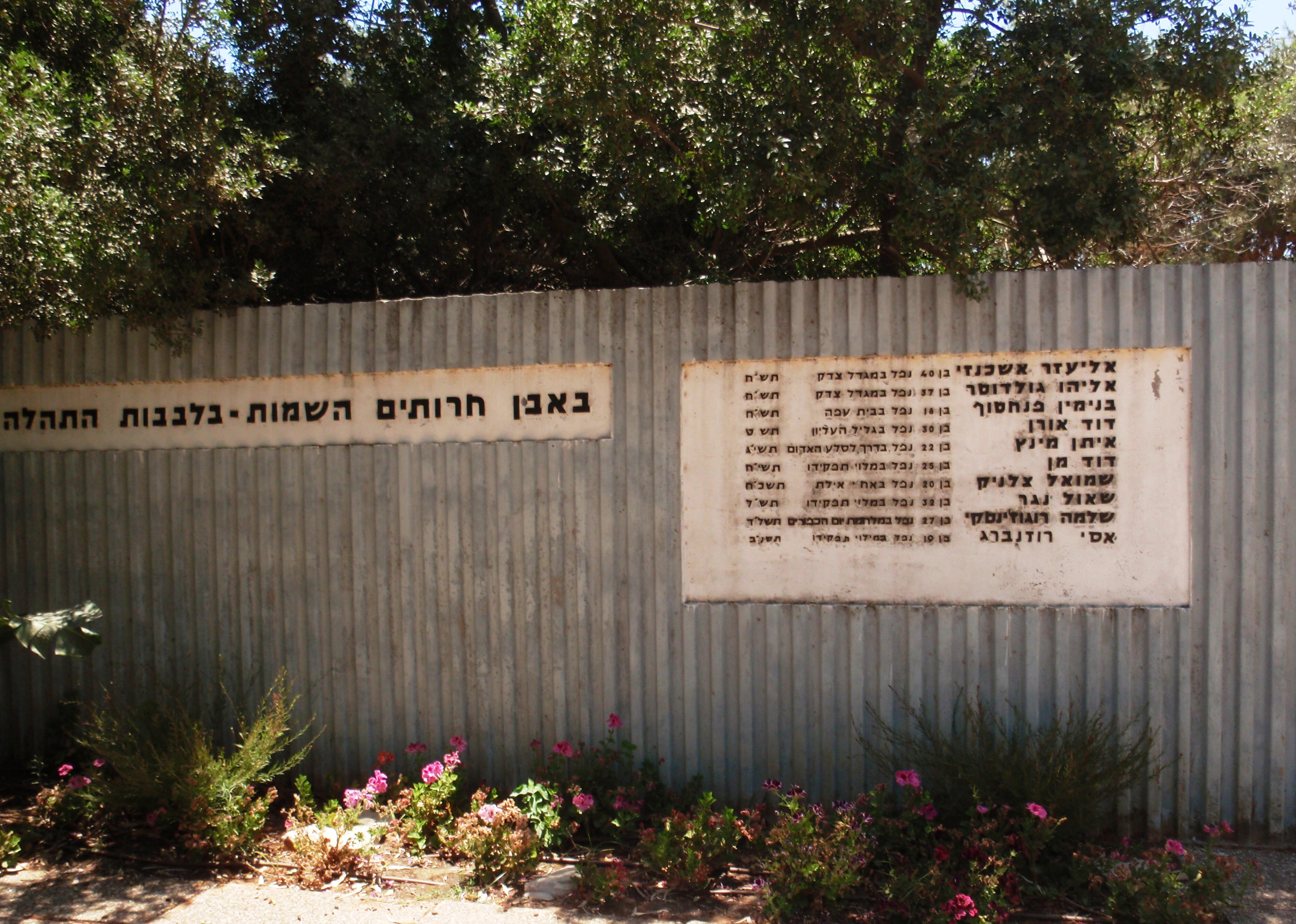
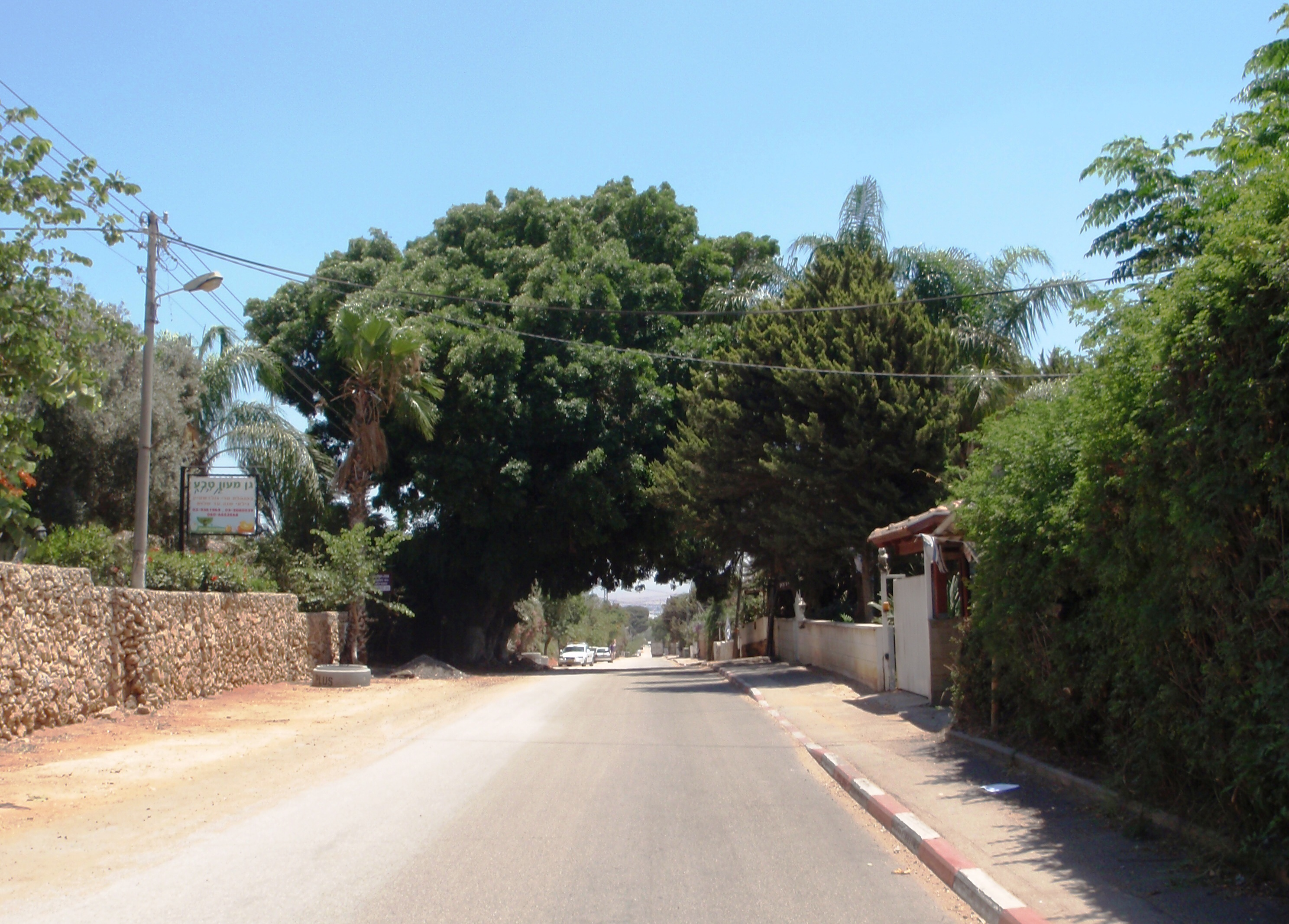
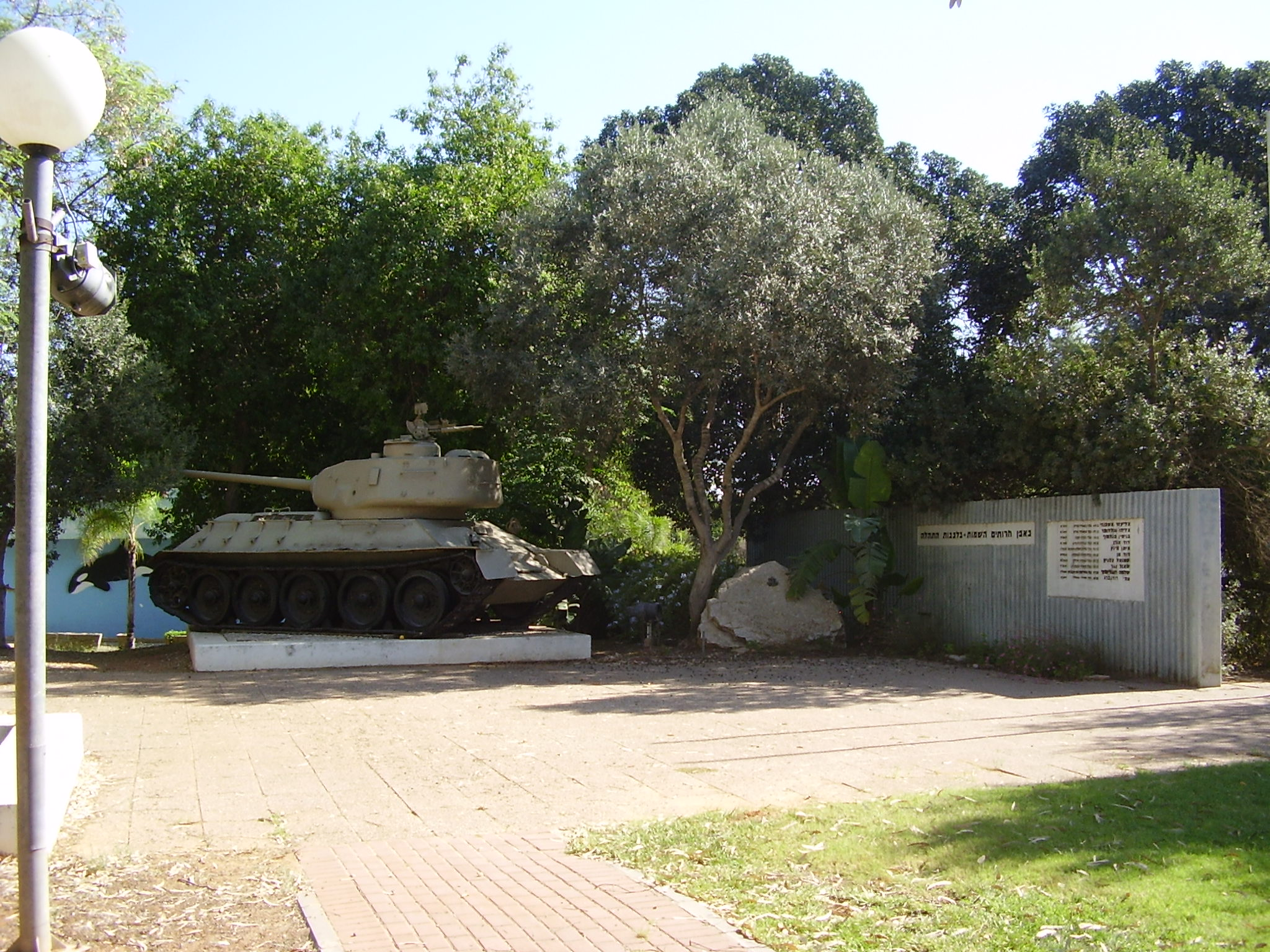

- Datos: Q606427
- Multimedia: Kfar Ma'as / Q606427